# Ol'ga Lobynceva
Ol'ga Vasil'evna Lobynceva (in russo Ольга Васильевна Лобынцева?; 27 maggio 1977) è una schermitrice russa, specializzata nel fioretto. Ha vinto una medaglia d'oro ed una d'argento ai Campionati mondiali di scherma.